# Bataille de Mohács (1687)
Pour la première bataille de Mohács, voir Bataille de Mohács (1526).
Deuxième guerre austro-turque
Batailles
- Vienne
- Párkány
- Vác
- Buda (1)
- Érsekújvár
- Eperjes (en)
- Kassa
- Buda (2)
- Pécs
- Mohács
- Crimée (1)
- Belgrade (1)
- Batočina (en)
- Crimée (2)
- Niš
- Zărnești
- Kačanik
- Mytilène (en)
- Belgrade (2)
- Slankamen
- Belgrade (3)
- Îles Inousses
- Chios
- Zeytinburnu
- Azov
- Lugos
- Andros (1)
- Ulaş
- Cenei (en)
- Andros (2) (en)
- Zenta
- Podhajce
- Samothrace

La bataille de Mohács, livrée le 12 août 1687, a opposé les Turcs de l'Empire ottoman, emmenés par le grand vizir Sari Süleyman Pacha, aux forces de l'armée impériale du Saint-Empire romain germanique sous Léopold Ier, empereur des Romains, commandées par Charles de Lorraine. La défaite des Turcs porta un coup d'arrêt définitif à l'expansion de l'empire ottoman en Europe.

## Situation
Depuis la bataille du Kahlenberg en septembre 1683, les forces impériales ont pris l'initiative. Dans les années suivantes, l'armée commandée par Charles de Lorraine s'empare de plusieurs forteresses (telles que Esztergom, Vác et Pest) et, en 1686, reprend l'ancienne capitale hongroise de Buda. À la fin de l'année 1686, les Ottomans font des ouvertures de paix mais les Habsbourg voient désormais une chance de conquérir toute la Hongrie et ces offres sont rejetées. 
En avril 1687, l'armée principale (d'environ 40 000 hommes) sous le commandement de Charles de Lorraine avance le long du Danube vers Osijek, sur la Drave, alors qu'une seconde armée (d'environ 20 000 hommes) dirigée par l'électeur de Bavière Maximilien-Emmanuel progresse le long de la Tisza en direction de Petrovaradin. Les deux armées font leur jonction au mois de juillet. 
L'armée ottomane, quant à elle, commandée par le grand vizir Sari Suleyman Pacha, reste en position devant le principal point de traversée de la Drave, à Osijek, avec l'intention de le protéger. À la fin du mois de juillet, les Impériaux établissent une tête de pont sur les rives de la Drave et cherchent la bataille mais les Ottomans restent passifs et se satisfont de quelques bombardements d'artillerie. 
À cause du terrain, Charles de Lorraine ne peut étudier le camp fortifié ottoman et décide d'attendre au lieu d'attaquer tout de suite malgré les critiques de ses subordonnés et de l'empereur Léopold Ier. Cette hésitation à attaquer est perçue par le grand vizir comme un signe de démoralisation des Impériaux et, au début du mois d'août, grâce à de brillantes manœuvres, il les contraint à descendre la Drave jusqu'à Mohács, en direction de la position fortifiée ottomane. Les Ottomans ont établi une autre position fortifiée au village de Darda, au nord d'Osijek, mais elle est cachée par la végétation touffue et donc hors de vue des Impériaux, qui ne suspectent pas la présence des Ottomans dans les alentours.

## La bataille
Au matin du 12 août, Charles V de Lorraine décide d'avancer vers Siklós, dont le terrain ferait un champ de bataille approprié. L'aile droite de l'armée Habsbourg se met en mouvement à travers une zone très boisée et le grand vizir voit là la chance qu'il attendait. Il donne l'ordre d'attaquer l'aile gauche des Impériaux, commandée par Maximilien-Emmanuel, et 8 000 sipahis de la cavalerie ottomane tentent de la contourner par la gauche. L'électeur de Bavière envoie immédiatement un messager à Charles de Lorraine, l'informant que son aile est menacée, et se prépare à résister à l'assaut des Ottomans deux fois supérieurs en nombre. L'infanterie impériale réussit à tenir ses positions et des régiments de cavalerie stoppent l'attaque des sipahis.

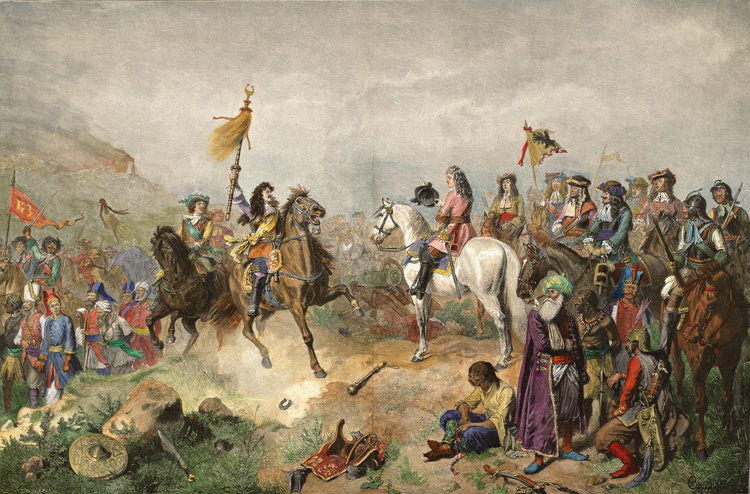
Louis-Guillaume et Charles de Lorraine à Mohács. Wilhelm Camphausen, avant 1885.

Le grand vizir est surpris de cette résistance inattendue et ordonne de cesser l'assaut. L'artillerie ottomane continue de bombarder les positions des Habsbourg mais l'infanterie impériale prend une position défensive derrière ses fortifications. Cette accalmie donne à l'aile droite des Impériaux le temps de revenir à son point de départ et Maximilien-Emmanuel et le margrave Louis-Guillaume de Bade-Bade persuadent Charles de Lorraine de lancer une contre-attaque à grande échelle. Vers 15 heures, l'armée impériale est prête à contre-attaquer mais c'est à ce moment que le grand vizir décide d'attaquer à nouveau. À nouveau, les sipahis soutiennent l'attaque frontale des janissaires en tentant de déborder l'aile adverse. L'infanterie du margrave de Bade résiste à l'assaut et lance une contre-attaque sur les fortifications ottomanes, contre-attaque emmenée par les troupes d'Eugène de Savoie-Carignan. La cavalerie ottomane est inefficace à cause du terrain difficile et la résistance des Turcs vacille, les conduisant bientôt à battre en retraite.
Une dense forêt empêche l'aile droite des Habsbourg de se mêler à l'action et, en tentant une manœuvre de contournement, les colonnes des Impériaux se perdent dans les bois. Malgré cela, l'aile gauche remporte la bataille quasiment à elle toute seule, la retraite ottomane se transformant en déroute. Les pertes des Impériaux sont très légères alors que celles des Ottomans sont estimées à environ 10 000 morts, outre celle de la majorité de leur artillerie (environ 66 canons). Les Impériaux se saisissent aussi de 160 drapeaux et de la splendide tente de commandement du grand vizir.

## Conséquences
Après la bataille, l'empire ottoman connaît une grave crise et des mutineries éclatent parmi ses troupes. Le grand vizir, qui craint pour sa vie, fuit son armée pour gagner Constantinople où les nouvelles de la défaite et des mutineries arrivent début septembre. Un nouveau grand vizir est nommé mais, avant qu'il puisse prendre son commandement, l'armée ottomane se désintègre et les janissaires et les sipahis décident de rentrer à Constantinople de leur propre chef. Sari Suleyman Pacha est exécuté et Fazıl Mustafa Köprülü est nommé régent. Il consulte les leaders des janissaires et des sipahis ainsi que d'autres personnalités influentes de l'empire et, le 8 novembre 1687, cette assemblée décide de déposer le sultan Mehmed IV et de placer sur le trône son frère, Suleiman II. 
La désintégration de l'armée ottomane permet aux armées des Habsbourg de conquérir de larges territoires, notamment les villes d'Osijek, Petrovaradin, Sremski Karlovci, Ilok, Valpovo, Požega et Eger. La plus grande partie de la Slavonie et de la Transylvanie tombe sous contrôle impérial et, le 9 décembre 1687, Léopold Ier obtient à la diète de Presbourg que les empereurs Habsbourg soient désormais également rois de Hongrie. Pendant un an, l'empire ottoman est paralysé et les impériaux s'emparent même de Belgrade en 1688, ville qu'ils reperdent deux ans plus tard.